# 숀 월렌
숀 훼일런(Sean Whalen, 1964년 5월 19일 ~ )은 미국의 배우, 각본가, 영화 감독이다.
워싱턴 D.C.에서 태어났다.

## 출연 작품
- 올 슈퍼히어로즈 머스트 다이 2: 더 라스트 슈퍼히어로 (2016년)
- 더 디바인 트레저디스 (2015년)
- 저지 보이즈 (2014년)
- 웻 앤 레크레스 (2013년)
- 레이드 투 레스트 (2009년)
- H2: 어느 살인마의 가족 이야기 (2009년)
- 이 달의 점원 (2006년) - 더크 역
- 로드 킬 (2005년)
- 체이싱 고스트 (2005년)
- 라이프 애즈 위 노 잇 (2004년)
- 라스트 샷 (2004년)
- 딥 쇼크 (2003년)
- 히브루 해머 (2003년)
- 파이톤 (2000년)
- 미녀 삼총사 (2000년)
- 크레이지 핸드 (1999년)
- 25살의 키스 (1999년)
- 수어싸이드 킹 (1997년)
- 맨 인 블랙 (1997년)
- 케이블 가이 (1996년)
- 트위스터 (1996년)
- 글로리 데이즈 (1995년)
- 스트립퍼 배심원 (1995년)
- 탈옥자들 (1994년)
- 타미와 티렉스 (1994년)
- 외계인 새 엄마 (1993년)
- 도플갱어 (1993년)
- 기숙사 대소동 3 (1992년)
- 배트맨 2 (1992년)
- 공포의 계단 (1991년) - 로치 역

### 텔레비전
- 프렌즈 (1994)
- 저스트 슛 미 (1999)
- 이야기 도시 (2001)
- 스크럽스 (2003)
- 마이 와이프 앤 키즈 (2003-04)
- 더 영 앤 더 레스트리스 (2004)
- 잭과 코디, 우리집은 호텔 스위트 룸 (2006)
- 콜드 케이스 (2007)
- 더 볼드 앤 더 뷰티풀 (2007-11)
- 로스트 (2009-10)
- 크리미널 마인드 (2012)
- 리벤지 (2013)
- 캐슬 (2013)
- 우리 생애 나날들 (2014)
- 브루클린 나인-나인 (2014)
- 필라델피아는 언제나 맑음 (2016)
- 매그넘 P.I. (2019)
- 셰임리스 (2021)